# Agrostis lutescens
Agrostis lutescens é uma espécie de gramínea do gênero Agrostis, pertencente à família Poaceae.